# Substancja żrąca

piktogram żrący (C)
piktogram działanie żrące

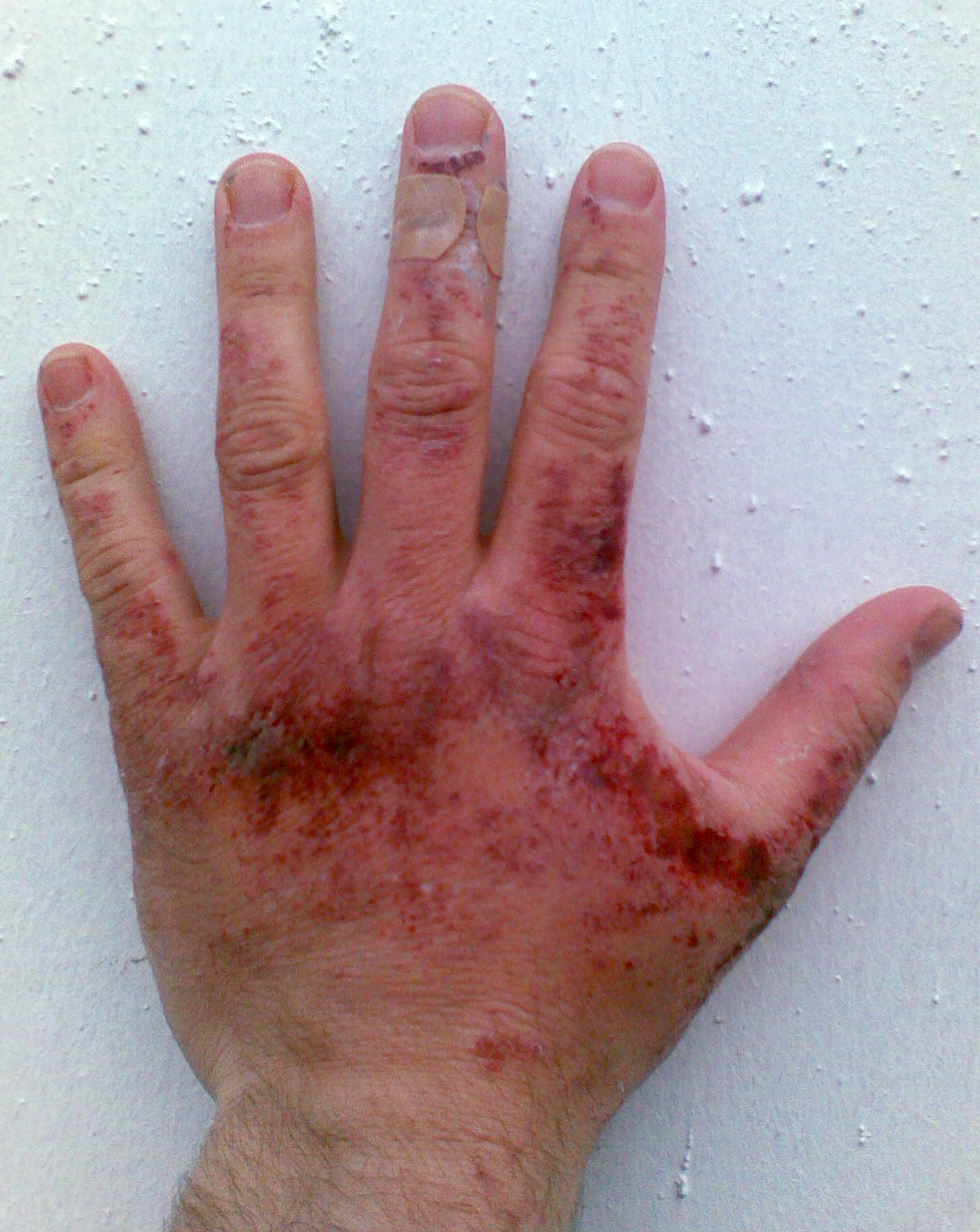
Oparzenie roztworem wodorotlenku sodu

Substancja żrąca – substancja chemiczna, która w kontakcie z innymi materiałami lub substancjami niszczy je lub nieodwracalnie uszkadza. W przypadku człowieka, działanie substancji żrącej powoduje zazwyczaj podrażnienie lub oparzenie chemiczne skóry, błon śluzowych bądź oczu, a w wyniku wdychania lub spożycia – także dróg oddechowych i układu pokarmowego.
Substancjami żrącymi są przede wszystkim mocne kwasy i zasady. Niektóre z substancji żrących mogą wykazywać także dodatkowe niebezpieczne działanie, m.in. utleniające lub wybuchowe.

## Klasyfikacja substancji żrących
W europejskim systemie klasyfikacji substancji niebezpiecznych wprowadzonym Dyrektywą 67/548/EWG substancjom sklasyfikowanym jako żrące przypisany jest piktogram ostrzegawczy żrący (C) oraz dwa zwroty ryzyka:
- R34 – Powoduje oparzenia.
- R35 – Powoduje poważne oparzenia.

Globalnie Zharmonizowany System Klasyfikacji i Oznakowania Chemikaliów oraz wprowadzające go w Unii Europejskiej Rozporządzenie CLP substancjom żrącym przypisuje klasę działanie żrące na skórę wraz z piktogramem działanie żrące, hasłem ostrzegawczym Niebezpieczeństwo oraz zwrotem wskazującym rodzaj zagrożenia:
- H314 – Powoduje poważne oparzenia skóry oraz uszkodzenia oczu.

W przypadku substancji toksycznych przez drogi oddechowe i jednocześnie wykazujących działanie żrące przypisuje się również zwrot EUH:
- EUH071 – Działająca żrąco na drogi oddechowe.